# Lucjusz Anneusz Kornutus
Lucjusz Anneusz Kornutus (Lucius Annaeus Cornutus) – żyjący w I wieku rzymski filozof stoicki.
Był przyjacielem i nauczycielem Persjusza, po śmierci poety doprowadził do opublikowania jego utworów. W 66 lub 68 roku został wygnany z Rzymu przez Nerona po tym, jak skrytykował cesarskie plany spisania poematu heroicznego na temat historii rzymskiej. Jego dalsze losy są nieznane.
Był autorem kilku prac napisanych po grecku i łacińsku, m.in. komentarza do Kategorii Arystotelesa i traktatu o ortografii, cytowanego przez Kasjodora. Z jego dzieł w całości zachowało się jedynie skrótowe kompendium greckiej teologii. Kornutus zaprezentował w nim alegoryczną interpretację mitów greckich, utożsamiając m.in. Zeusa z życiem, Herę z powietrzem, Hermesa z logosem, a historię o rozszarpaniu małego Dionizosa przez tytanów odczytując jako opis produkcji wina.